# Organisationales Commitment
Organisationales Commitment (dt. Einstandspflicht, Bekenntnis, Hingabe) bezeichnet das Ausmaß der Identifikation einer Person mit einer Organisation.

## Beschreibung
Die Identifikation, beispielsweise eines Arbeitnehmers mit seinem Unternehmen, kann in dreierlei Hinsicht erfolgen:
- Affektiv: Emotionale Verbindung zu einer Organisation; ein starkes affektives Commitment äußert sich so, dass die Organisation eine große persönliche Bedeutung für den Mitarbeiter hat und dass der Mitarbeiter ihr daher auch zukünftig gern angehören will.[1]
- Normativ: Akzeptanz der Organisationswerte sowie erlebte Verpflichtung des Mitarbeiters, in der Organisation zu bleiben aufgrund von „Investitionen, die die Organisation für den Mitarbeiter tätigt (z. B. die Aus- und Fortbildung)“.[2] Verpflichtung aus ethischen und moralischen Gründen.
- Kalkulatorisches bzw. fortsetzungsbezogenes Commitment: Wechselkosten bei Verlassen der Organisation[3]  (wie ist der Erwartungswert des Verbleibs in einer Organisation?) Wird auch als rationale Ebene des organisationalen Commitments bezeichnet.

## Bedeutung
Einschlägige Studien belegen positive Zusammenhänge zwischen Commitment und Leistung, Motivation und Anwesenheit am Arbeitsplatz; negative Zusammenhänge bestehen zwischen Commitment und Stress, der Absicht, das Unternehmen zu verlassen, sowie dem tatsächlichen Verlassen des Unternehmens. Hier wird die große Bedeutung von Commitment deutlich. Allerdings bezeichnen sich nur 11 % der vom Meinungsforschungsinstituts Gallup befragten Arbeitnehmer als emotional stark an ihre Organisation gebunden.

## Messung
Ein klassischer Kurz-Fragebogen zur Erfassung des Commitments ist der „Organizational Commitment Questionnaire – OCQ“. Auf einer siebenfach abgestuften Antwortskala von „stimme überhaupt nicht zu“ bis „stimme stark zu“ schätzen Mitarbeiter dabei 15 Aussagen u. a. zu Loyalität und Engagement ein.  Im Fragebogen von Allen und Meyer (1990) sind zu bewertende Aussagen jeweils einer der drei Commitment-Komponenten (affektiv, normativ, fortsetzungsbezogen) zugeordnet.

## Kritik
William W. Bartley kritisiert Commitment als justifikatorisches Festhalten am Bestehenden. Es gebe einen weitverbreiteten Metakontext, der sich über Commitment als Methode definiere und der Positionen und Institutionen lediglich vertrete, um sie zu erhalten. Dies sei irrational; Bartley spricht abwertend von der „Flucht ins Commitment“. Rational sei hingegen ein Metakontext, der Positionen und Institutionen neu zu schaffen und bestehende zu verbessern sucht.